# نباتات لاسويقية (علم النبات)

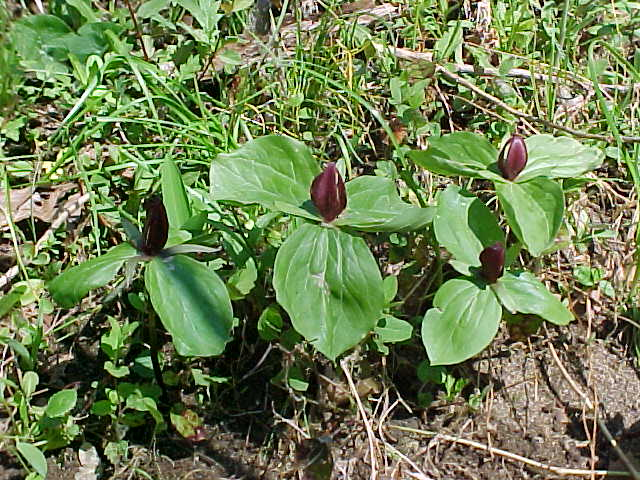
لدى الزهور البرية المعمرة مثل النبات الزهري المُعمّر تريليوم سيسيل (Trillium sessile) أوراق لا عنتيقية (لا سويقية).

فيعلم النبات، النباتات اللاسويقية (بمعنى"قائمة"، وتُستخدم بمعنى "الاستقامة على السطح") هي نباتات بها زهور أو أوراق لاطئة (محمولة مباشرة على ساق النبات أو السويقة)، وبالتالي تفتقر إلى سويقة أو زُنيد. وتفتقر أغلب أوراق النباتات أحاديات الفلقة للسويقات.